# Ешдаун (Арканзас)
Ешдаун (англ. Ashdown) — місто (англ. city) в США, в окрузі Літтл-Рівер штату Арканзас. Населення — 4261 особа (2020).

## Географія
Ешдаун розташований за координатами 33°40′28″ пн. ш. 94°7′34″ зх. д. / 33.67444° пн. ш. 94.12611° зх. д. (33.674515, -94.126029).  За даними Бюро перепису населення США в 2010 році місто мало площу 18,37 км², з яких 18,29 км² — суходіл та 0,08 км² — водойми.

## Демографія
Згідно з переписом 2010 року, у місті мешкали 4723 особи в 1910 домогосподарствах у складі 1256 родин. Густота населення становила 257 осіб/км².  Було 2144 помешкання (117/км²). 
Расовий склад населення:
| - 63,1 % — білих - 31,4 % — чорних або афроамериканців - 0,9 % — корінних американців - 0,4 % — азіатів - 1,9 % — осіб інших рас |

До двох чи більше рас належало 2,3 %. Іспаномовні складали 2,9 % від усіх жителів.
За віковим діапазоном населення розподілялося таким чином: 26,2 % — особи молодші 18 років, 57,2 % — особи у віці 18—64 років, 16,6 % — особи у віці 65 років та старші. Медіана віку мешканця становила 38,1 року. На 100 осіб жіночої статі у місті припадало 85,1 чоловіків;  на 100 жінок у віці від 18 років та старших — 77,0 чоловіків також старших 18 років.
Середній дохід на одне домашнє господарство  становив 43 469 доларів США (медіана — 33 696), а середній дохід на одну сім'ю — 53 070 доларів (медіана — 44 171). Медіана доходів становила 50 043 долари для чоловіків та 28 012 долари для жінок. За межею бідності перебувало 22,8 % осіб, у тому числі 26,4 % дітей у віці до 18 років та 11,1 % осіб у віці 65 років та старших.
Цивільне працевлаштоване населення становило 1571 осіб. Основні галузі зайнятості: виробництво — 23,4 %, освіта, охорона здоров'я та соціальна допомога — 19,4 %, мистецтво, розваги та відпочинок — 11,1 %, роздрібна торгівля — 10,4 %.